# Ponta do Sol
Ponta do Sol este un oraș situat în sud-vestul insulei Madeira, Portugalia.
- Populație: 8.125 locuitori (2001)
- Suprafața: 185,5 km²/18.550 ha
- Densitate: 43,8 locuitori/km²
- Cod poștal: 91??
- Coordonate: 32,61667 (32°40') N, 17,1 (17°6') W

| Nunme           | Populație | Suprafața | Densitate | Altitudine | Locație                               |
| --------------- | --------- | --------- | --------- | ---------- | ------------------------------------- |
| Canhas          | 3 214     | 13,3 km²  | 241,7/km² | 0 m        | 32,6833 (32°40') N 17,11667 (17°7') W |
| Madalena do Mar | 687       | 2,3 km²   | 298,7/km² | 0 m        | 32,6833 (32°41') N 17,133 (17°8') W   |
| Ponta do Sol    | 4 224     | 28,2 km²  | 149,8/km² | 0 m        | 32,667 (32°40') N 17,1 (17°6') W      |

| Nordvest: Porto Moniz | Nord: São Vicente | Nordest:           |
| Vest: Calheta         | Ponta do Sol      | Est: Ribeira Brava |
|                       | Sud:              |                    |